# Zeranol

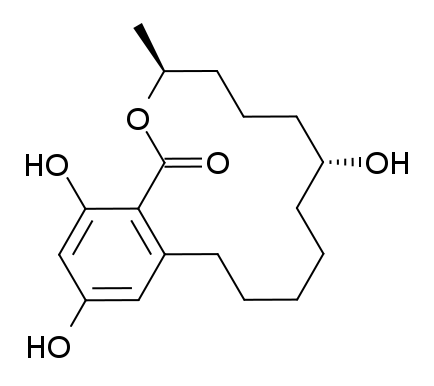
Structure of zeranol

Zeranol (INN, USAN, BAN) (noms de marque Frideron, Ralabol, Ralgro, Ralone, Zerano ; MK-188, P-1496), ou zéaralanol, également connu sous le nom zéaralanol, est un œstrogène synthétique non stéroïdienne naturellement présents dans les champignons du genre Fusarium et est principalement utilisé comme anabolisant en médecine vétérinaire, autrement dit comme hormone de croissance.
L'utilisation du Zeranol est autorisée aux États-Unis comme stimulateur de croissance pour le bétail, y compris pour les bovins de boucherie, sous la marque Ralgro (par Merck Animal Health) aux États-Unis. Au Canada, son utilisation n'est autorisée que pour les bovins de boucherie. Son application n'est pas autorisée dans l'Union européenne. Cependant, il est commercialisé sous la marque Ralone en Espagne.
Il est reconnu que le zéranol peut augmenter la prolifération des cellules cancéreuses dans le cancer du sein déjà existant, les promoteurs de ce produit estime que l'exposition alimentaire due à de la viande contenant du zéranol chez les bovins est négligeable. Le zéranol peut être trouvé comme contaminant dans les cultures infectées par des champignons. Il est 3 à 4 fois plus puissant en tant qu'œstrogène que le composé apparenté zéaralénone